# فيليب اليو
فيليب اليو  (بالفرنسية: Philippe Alliot)‏ مواليد 27 يوليو 1954 في فوف، أور إت لوير، فرنسا ، هو سائق فورملا 1 فرنسي..

## روابط خارجية
- فيليب اليو على موقع IMDb (الإنجليزية)
- فيليب اليو على موقع قاعدة بيانات الفيلم (الإنجليزية)
- فيليب اليو على موقع DriverDB.com (الإنجليزية)